# Doble negación (lingüística)

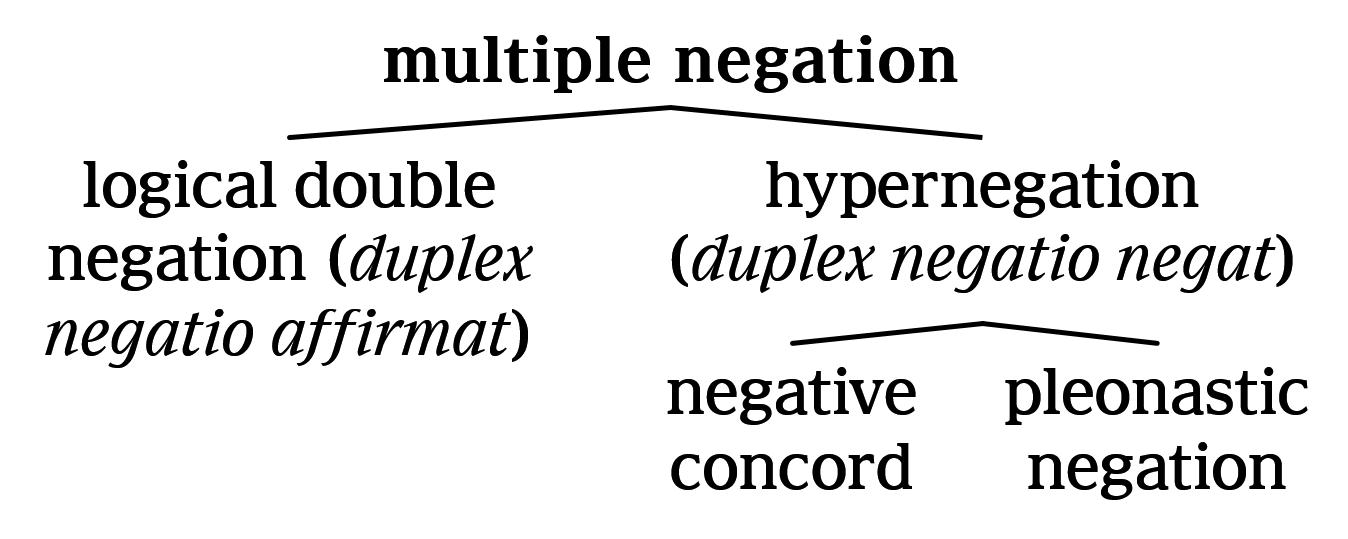
Distinción entre fenómenos de la múltiple negación: duplex negatio affirmat (doble negación lógica) y duplex negatio negat (hipernegación, de la que se diferencian la concordancia negativa y la negación pleonástica).

La doble negación o múltiple negación (en otras lenguas se conoce como doble negativo) es la presencia de dos o más elementos con valor de negación en una cláusula, proposición u oración; entiéndase como negación aquella que solo afecta una parte de la proposición (negación lingüística), no la que se aplica en su totalidad (negación lógica). En algunas lenguas, las dobles o múltiples negaciones se anulan y producen una afirmativa; en otros idiomas, la doble negación intensifica el sentido negativo. Se dice que los idiomas en los que las múltiples concurrencias de elementos morfológicamente negativos expresan una negación semántica simple tienen concordancia negativa o negación enfática, una de las manifestaciones de la hipernegación (junto a la negación pleonástica). En un estudio de 345 lenguas, Dryer (1988) concluyó que 20 usan regularmente la doble negación, entre ellas el idioma español.
Las lenguas sin concordancia negativa suelen utilizar términos de polaridad negativa en lugar de negaciones adicionales cuando está presente otra palabra negativa. Por ejemplo, las palabras ever («siempre»), anything («cualquier cosa») y anyone («cualquier persona») en la oración I haven't ever owed anything to anyone (I haven't never owed nothing to no one en dialectos con concordancia negativa; ambas se traducen del inglés como «Nunca he debido nada a nadie»); τίποτα (típota, «nada») en Δεν είδε τίποτα ο Γιάννης (Den eíde típota o Giánnis; en griego significa «Giánnis no vio nada»); ook maar iets («cualquier cosa») en Niemand heeft ook maar iets gezien (en neerlandés quiere decir «Nadie vio nada»). Téngase en cuenta que la polaridad negativa pudo ser provocada no solo por negativos directos como los negativos ingleses no («no») o never («nunca»), sino también palabras como doubt («duda») o hardly  («casi, apenas»): I doubt he has ever owed anything to anyone («Dudo que alguna vez le haya debido nada a nadie»), John Doe has hardly ever owed anything to anyone («Fulano casi nunca le ha debido nada a nadie»).
Desde el punto de vista estilístico, también se pueden usar para una afirmación discreta o understatement (por ejemplo, «Menos mal» en lugar de «Mucho mejor»). En retórica se denomina lítote o atenuación (siempre intencionada y con el objetivo de enfatizar), pero la interpretación de la negación podría estar relacionada con el contexto. La atenuación se utiliza principalmente para suavizar las expresiones muy fuertes, similar al eufemismo, la ironía y la corrección política.

## Uso en el español

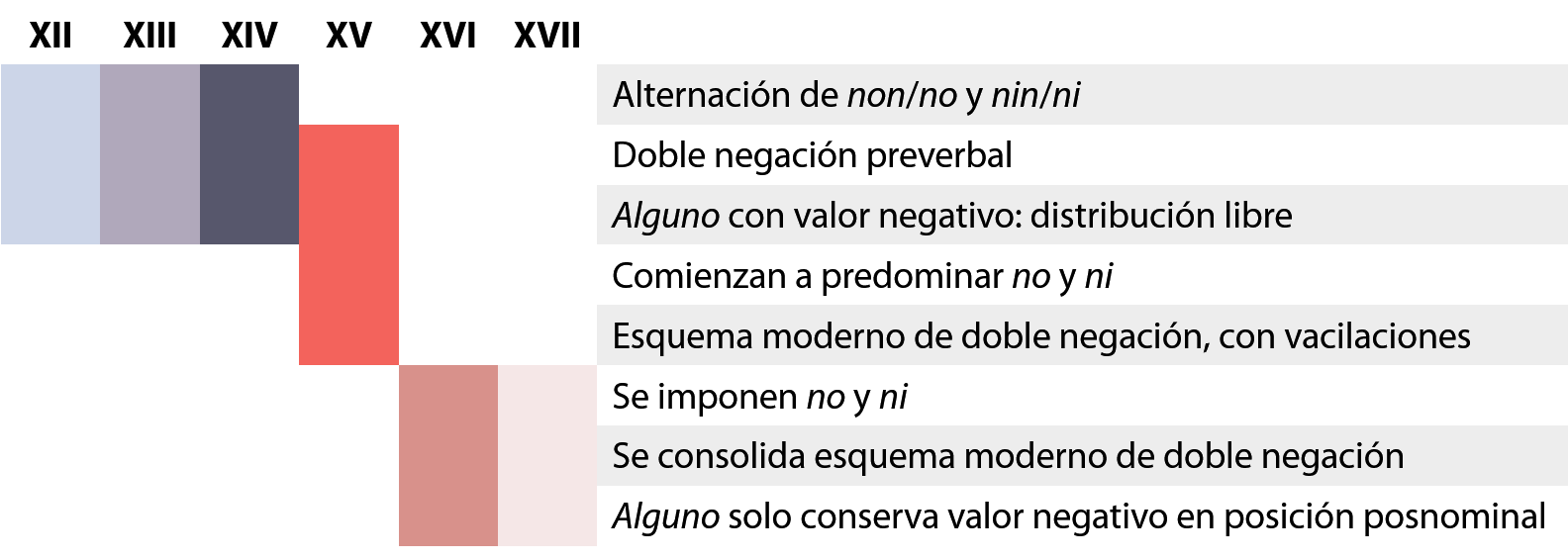
Evolución de la doble negación en el español.

Según la Real Academia Española (RAE), la presencia del adverbio no con otros elementos negativos «no anula el sentido negativo del enunciado, sino que lo refuerza», de acuerdo al principio duplex negatio negat. Esta construcción gramatical se remonta al origen común (latín vulgar tardío) del castellano medieval y otras lenguas romances, por lo que todas cuentan con doble negación tanto preverbal como posverbal. Algunos dialectos del español (en América o la península ibérica) continuaron su evolución y, sea por influjo de lenguas vecinas o abandono de estructuras consideradas obsoletas por ellos, se distanciaron de la norma culta de Madrid. Así, el esquema de negación del español medieval con doble negación preverbal (Porque ninguno non sea atrevudo = «Para que ninguno se atreva») evolucionó al infinitivo pospuesto al verbo («Para que no se atreva ninguno») del español moderno. El adverbio no[n] aparecía tanto si precedía (Ninguno non osava; Que a myo Çid Ruy Diaz, que nadi nol diessen posada) o seguía (Nol osan dezir nada; Que non ge la abriese nadi) al verbo, pero ahora la doble negación se ha limitado a los casos en los que el infinitivo negativo se pospone al verbo: Ninguno non osava → «Ninguno se atrevía» y Que a myo Çid Ruy Diaz, que nadi nol diessen posada → «Que a Mio Cid Ruy Díaz, que nadie le diese posada», pero se conservó en  Nol osan dezir nada → «No se atreven a decirle nada» y Que non ge la abriese nadi → «Que no se la abriese nadie».
Si bien la doble negación no afecta al sentido de la oración, en algunos casos podría generar frases engorrosas y poco claras que confundirían al lector u oyente.

### Refuerzo
En este caso la doble negación aporta un refuerzo a una negación en una frase determinada. Dada la importancia que tiene la negación en el sentido de una frase y que normalmente se marca con elementos secundarios en la estructura formal (muchas veces átonos, como el adverbio no), es frecuente que tengan forma negativa varios de los elementos de la oración. Es un fenómeno que se da en muchas lenguas (caso del francés ne... pas), aunque solo parcialmente en inglés (donde pervive en la lengua popular y que cuando ocurre tampoco afirma) y en latín.
El español tiene los siguientes elementos de naturaleza negativa:
1. adverbios de negación: no, tampoco, apenas;
2. adjetivos o pronombres indefinidos: ningún, ninguno;
3. adverbios de tiempo: nunca, jamás;
4. pronombres indeterminados: nadie, nada;
5. conjunciones copulativas: ni;
6. preposiciones negativas: sin;
7. prefijos que indican negación: des-, im-, in-;
8. locuciones que se utilizan con el valor de negaciones: en mi vida, en absoluto, etc.

Su uso en doble o triple negación se ejemplifica en:

No veo ninguna persona
No hay nadie
No tengo nada
No quiero volver a verlo jamás
No quiero volver a verlo nunca jamás [triple negación enfática]
No quiero ni verlo
Eso no tiene ni pies ni cabeza [triple negación enfática]

Las presencia de dos elementos negativos puede depender de diversos factores. Así, en el segundo de estos ejemplos el adjetivo es positivo por ir pospuesto:

No hay ninguna persona
No hay persona alguna
No hay ninguna persona de la que uno pueda fiarse
No hay de quién fiarse

Puede darse doble negación con otras partículas negativas, que sigue la misma pauta en cuanto a la posición:

Sin ninguna duda
Sin duda alguna

Las locuciones «en mi vida», «nada en absoluto», «nadie en absoluto» (de forma alternativa, en absoluto puede ser sustituido por absolutamente, que se coloca antes de nada o nadie), «en ninguna parte», «en el mundo», «de ninguna manera», «de ningún modo», «ni hablar», etc., pueden llegar a redundar el sentido negativo de oraciones cuando son acompañadas por el adverbio no: «No volveré a comer eso en mi vida», «A mí no me gustaba nada en absoluto lo que hacía», «Aquí jamás se le ha pedido a nadie absolutamente nada». Esta construcción era conocida en época de Andrés Bello, quien en su obra Gramática de la lengua castellana (1847) definió como «palabras o frases que nos servimos para corroborar la negación»: «No la he visto en mi vida», semánticamente equivalente —pero no sintáctica— a «En mi vida la he visto».
La repetición del adverbio no para reforzar un sentimiento o una acción también es una doble negación enfática: «Te he dicho que no y no». Esta construcción sintáctica es frecuente en respuestas de oraciones interrogativas o exclamativas en las que afirmación y negación se neutralizan: «—¿No tienes dinero? —No, no tengo» (el primer hablante no está negando, sino que introduce el modus o intención comunicativa en la enunciación porque espera una respuesta negativa); si se suprime la intención comunicativa del primer hablante la respuesta debería ser negación simple: «—¿Tienes dinero? —No».

### Atenuación
También podría atenuar una afirmación, sobre todo en la combinación de no con el prefijo de negación in- en un sustantivo: «No es incorrecto», «No infrecuentes eran nuestros encuentros» (en la segunda frase podría haber confusión, porque aparentemente el sentido de no infrecuentes se invierte a frecuentes; son equivalentes desde el punto de vista lógico, pero no discursivamente porque el significado no es exactamente el mismo: no infrecuentes ≠ frecuentes). Otro ejemplo: no intervención se diferencia de ausencia de intervención debido a que la primera tiene un «sentido más activo y, en consecuencia, designa una realidad distinguible o identificable».
La locución «no... del todo» es otro caso de neutralización parcial de la negación: «No del todo deshabitada», «No intachable del todo»

### Otros casos
Se podría considerar también doble negación la unión de un verbo que expresa privación con no, como en el siguiente ejemplo, que sí invierte el sentido: «Con este medicamento se quiere evitar que la enfermedad se extienda» o «Con este medicamento se quiere conseguir que la enfermedad no se extienda», en lugar de *«Con este medicamento se quiere evitar que la enfermedad no se extienda». En situaciones con elementos de sentido absoluto (sí o no) también el sentido de la doble negación se invierte: «No quedé excluida en la partida» → «Quedé incluida en la partida». 
Otro caso impropio de doble negación es el adverbio tampoco seguido del verbo en forma negativa: «Hacer tartas es algo que tampoco me sale bien», en lugar de *«Hacer tartas es algo que tampoco no me sale bien»; pero sí es correcto en: «No lo hará tampoco él» o «Tampoco lo hará él». Si una oración principal y una de relativo son negativas pueden equivaler a una afirmación total, porque la de relativo anula el sentido de la principal: «No hay perro que no me ladre» → «Todos los perros me ladran». También se destaca el caso del pronombre indefinido nada como sujeto antepuesto a un verbo en forma negativa: *«Este es el camino y nada no nos moverá»; esta construcción es un calco del francés y el catalán y se considera incorrecta.
Cuando hay sintagmas de diverso valor (modal, temporal, etc.) constituidos con una preposición primitiva negativa y precedidos de no, el sentido del enunciado es afirmativo. Por ejemplo, la concurrencia de no y sin equivale frecuentemente al sentido de con, en las construcciones no + sin {alguna ~ *ninguna} justificación: «Vine no sin miedo» → «Vine con miedo». En el caso de no sin [que] antes + INFINITIVO (antes puede ser preverbal o posverbal) da lugar a una atenuación: «No sin antes comentarle [algo ~ *nada]», «Me sirvieron café y me inscribieron sin más trámites, mas no sin antes advertirme que no estaban burlando instancias sino rindiendo tributo a los dioses insondables de la casualidad». Otro caso es como cuando sin posee término oracional: «Por medio de sus amistades obtuvo que Brambila saliera libre, aunque no sin pagar una fuerte multa».
Como se observó en ejemplos anteriores, el adverbio no es el más utilizado para crear doble negación, pero hay otros elementos que inducen la aparición de términos de polaridad negativa (llamados inductores negativos) que asumen su función y pueden remplazarlo: «Dudo que valga gran cosa» (dudar indujo a gran cosa), «Fulano negó haber pegado ojo» (negó indujo a pegado ojo), «Sin haber visto cosa igual» (sin indujo a cosa igual). Esto amplía el número de casos donde es posible encontrar una palabra negativa posverbal, ya que los términos de polaridad negativa pueden aparecer en cualquier enunciado con inductores negativos o el adverbio de negación no. Sin embargo, los inductores negativos de semántica no negativa no provocan la aparición de términos de polaridad negativa y, por tanto, la doble negación es poco clara e inexistente: «Pedro es más alto que nadie» (comparación), «Es la última vez que te digo nada» (ordinales), «Me indigna que venga nadie» (factivo), «¿Cuándo me has regalado nada?» (interrogación), «Poca gente entendería nada de lo que dices» (cuantificadores); en las oraciones anteriores lo subrayado puede sustituirse por un infinitivo positivo (algo, alguien, cualquiera), por lo que se concluye que el significado de esas palabras negativas posverbales en esas frases era positivo.
En Andalucía y de forma coloquial se emplea la triple negación paronímica «no ni ná» para una afirmación enfática.

## Situación en otros idiomas

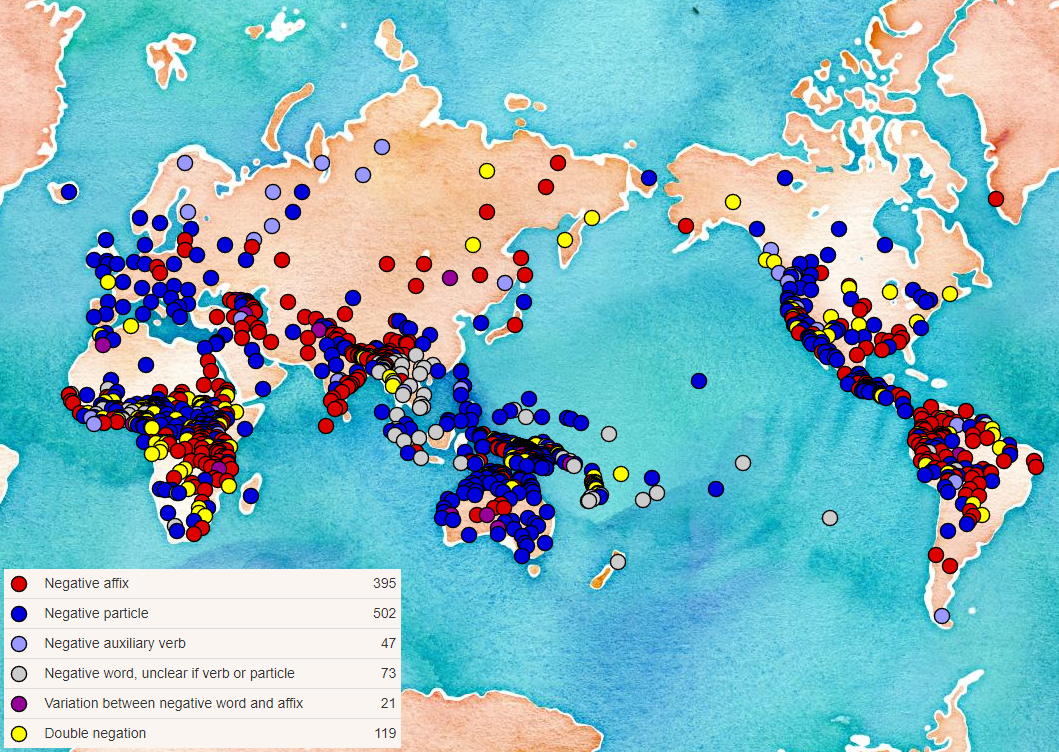
Mapa sobre la naturaleza de los morfemas que señalan la negación clausal en oraciones enunciativas.

### Lenguas romances
En latín, cuando una segunda palabra negativa acompaña a nōn el significado se vuelve positivo, pero la intensidad de la afirmación es variable: ūllus significa «cualquiera», nūllus es «ninguno», pero nōn ... nūllus (= nōnnūllus) significa «alguno [puede usarse en plural o sus formas femeninas]»; de la misma manera, umquam significa «siempre», numquam es «nunca», pero nōn ... numquam (= nōnnumquam) significa «a veces, ocasionalmente». En la gramática latina clásica, dos negaciones ubicadas en la misma proposición generan una afirmación, pero la localización de cada elemento altera el significado final: el sentido positivo puede reforzarse cuando una negación compuesta antecede a una negación simple (Nēmō nōn vēnit: «Nadie no vino» → «Todos vinieron») o atenuarse si se cambia de posición (Nōn nēmō vēnit: «No [es que] nadie [haya] venido» → «No vino mucha gente»). Con el pasar de los siglos, el latín clásico se adoptó locuciones y construcciones semánticas de los nativos de territorios anexados por el Imperio romano o evangelizados por católicos.
En francés, la forma usual de expresar una negación simple es emplear dos elementos negativos. Por ejemplo, ne + INFINITIVO + pas, ne + INFINITIVO + plus o ne + INFINITIVO + jamais en Je ne sais pas («No sé»), Il n'y a plus de baguettes («No hay más baguettes» o «No hay ninguna baguette») y On ne sait jamais («Nunca se sabe» [impersonal], «Nunca sabes» o «No sabes nunca» [singular], «Nunca sabemos» o «No sabemos nunca» [plural]). La evolución de este uso enfático se explica con el ciclo de Jespersen: en el caso de pas, el significado original en latín era «paso» (passus), de modo que la oración francesa Je ne marche pas significaba «No caminaré un solo paso». Este uso inicial se impregnó tan profundamente que se convirtió en un elemento obligatorio de cualquier negación en la lengua francesa moderna. Hay casos literarios en los que se puede usar ne sin pas, pero son frases clásicas provenientes de una época anterior a que el enfático pas se convirtiera en parte esencial de la negación; todo lo contrario en el habla coloquial francés, pues ha aparecido una tendencia a que pas sea el único elemento negador (eliminando ne), como en Je sais pas o Sais pas («No sé»). Una práctica similar ocurre en el catalán nororiental (no se puede omitir en el lenguaje coloquial), mientras que el occitano utiliza únicamente non como una breve respuesta a las preguntas. En veneciano, la doble negación no... mìa también puede perder la primera partícula y emplear solo en la segunda: magno mìa («no como») y vegno mìa («no vengo»).
Al igual que en el inglés o ruso, el francés evita la doble negación lógica en presencia del verbo principal (incluyendo auxiliares) en una proposición; es decir, aunque el uso de ciertas palabras intrínsecamente negativas o que tienen un sentido negativo en un contexto negativo o privativo está sujeto a varias reglas gramaticales, existen ciertas excepciones (como el español). Así, en francés moderno estándar, por ejemplo, las construcciones ne rien... [à personne] («no... nada [a nadie]») o personne ne... rien («nadie... nada») son posibles en oraciones como: Ne rien faire dans ce domaine mettrait gravement en péril les investissements («No hacer nada pondría en grave peligro las inversiones»), Personne ne le dit, peut-être que personne n'a le courage de le dire, mais cela doit être dit («Nadie lo dice, quizás nadie tiene el valor de decirlo, pero es necesario decirlo»), Personne ne sait rien sur les nouveaux membres de la communauté chinoise en Espagne («Nadie sabe nada sobre los nuevos integrantes de la comunidad china en España»).
El italiano, el portugués brasileño y el rumano generalmente utilizan dobles correlativos negativos. Las frases en portugués brasileño Não vejo nada, el rumano Nu văd nimic y el italiano Non vedo niente (lit., «No veo nada») se usan para expresar «No, no veo nada». En italiano, una segunda partícula negativa subsiguiente (non) convierte la frase en positiva, pero con un significado ligeramente diferente: tanto Voglio mangiare (lit., «Quiero comer») como No voglio non mangiare (lit., «No quiero ni comer») significan «Quiero comer», aunque la última frase significa más precisamente «Prefiero comer».
Otras lenguas romances emplean dobles negaciones con menor regularidad. En el asturiano, una partícula negativa adicional se usa con adverbios negativos: Yo nunca nun lu viera (lit., «Nunca lo había visto») significa «Nunca lo he visto» y A mi tampoco nun me presta (lit., «Tampoco me gusta eso») significa «No me gusta tampoco». El catalán y el gallego estándar también solían poseer una tendencia al doble no junto a otros negativos: Jo tampoc no l'he vista o Eu tampouco non a vira, respectivamente (lit., «Yo tampoco ni la he visto») significaba «No la he visto tampoco». Esa práctica se está extinguiendo.

### Lenguas germánicas
La doble negación es inusual en las lenguas germánicas occidentales. Una notable excepción es el afrikáans, donde es obligatorio (por ejemplo, Hy kan nie Afrikaans praat nie, lit. *«Él no puede afrikáans hablar no» significa «No puede hablar afrikáans»). Algunos semantistas han sugerido los dialectos neerlandeses, franceses y joisanos como posibles orígenes para este rasgo. Según Donaldson (1993), su uso apropiado sigue un conjunto de reglas bastante complejas: Ek het nie geweet dat hy sou kom nie («No sabía [él] que vendría»), Ek het geweet dat hy nie sou kom nie («Sabía que [él] no vendría»), Hy sal nie kom nie, want hy is siek («No vendrá porque está enfermo»), Dis nie so moeilik om Afrikaans te leer nie («No es tan difícil aprender afrikáans»). Otros interpretación de esta construcción sintáctica es que no se trata de una «doble negación», sino simplemente un patrón gramatical para la negación. El segundo negativo nie no debe considerarse sustantivo o adverbio (como ocurre, por ejemplo, con el francés pas) ni puede sustituirse por ninguna parte del discurso excepto él sí mismo junto al enunciado gramatical restante. Nie es una partícula gramatical sin significado independiente que se deletrea y pronuncia igual que el primer nie («no»). Un segundo nie se utiliza solo si la oración o frase no termina con otro nie u otro adverbio de negación: Ek sien jou nie («No te veo») → Ek sien jou nooit («Nunca te veo»).
Si bien la doble negación todavía se encuentra en dialectos de la Baja Franconia en el Flandes occidental (por ejemplo, Ik ne willen da nie doen, «No quiero hacer eso») y algunas aldeas de los Países Bajos centrales como Garderen, tienen una expresión distinta a la del afrikáans. Sin embargo, en los dialectos flamencos todavía hay algunas expresiones muy utilizadas como nooit niet (lit., «nunca no» → «nunca»).
Al igual que en algunos dialectos del inglés, el bávaro emplea tanto la negación simple como la doble, con un énfasis especial en la última; por ejemplo, compárese el bávaro Des hob i no nia ned g'hört con el alemán estándar Das habe ich noch nie gehört («Todavía no he escuchado esto»). La exclamación alemana Niemals! (lit., «¡Nunca nunca!») es sinónimo del bávaro (går) nia ned o el nie nicht con pronunciación estándar del alemán.
Otra excepción es el yidis. Debido a la influencia eslava, la doble (e incluso triple) negación es bastante común. Algunos ejemplos son: איך האב קיינמאל נישט געזאגט (lit. «Yo nunca no he dicho» → «Nunca no he dicho [eso]»), איך האב נישט קיין מורא פאר קיינעם ניט (lit. «Yo no tengo miedo de no alguien no» → «No tengo miedo de nadie»). También es habitual añadir נישט («no») después de גארנישט («nunca»): איך האב גארנישט נישט געזאגט («No he dicho nada»).

#### El caso del inglés: dos negaciones hacen una afirmación
En el inglés es normal acudir a una negación simple o triple para evitar la negación doble: I don't ever say anything to anybody («No le digo nunca nada a nadie»), I don't see anything either («No veo nada tampoco»).
En la gramática estándar inglesa se interpreta que dos elementos negativos resultan en uno positivo. Esta regla apareció a principios de 1762 cuando el obispo inglés Robert Lowth publicó A short introduction to English grammar with critical notes. De acuerdo a su obra, I do not disagree («No estoy en desacuerdo») equivalía a I certainly agree («Ciertamente estoy de acuerdo»), I agree («Estoy de acuerdo»), I sort of agree («Estoy un poco de acuerdo»), I don't understand your point of view («No entiendo tu punto de vista»), I have no opinion («No tengo opinión [al respecto]») y así sucesivamente; en el mundo angloparlante, se conocen como weasel words o «palabras equívocas». Esto se opone a la oración negativa sencilla I do not agree («No estoy de acuerdo»), que normalmente equivale a I disagree. Sin embargo, el enunciado I do not completely disagree («No estoy completamente en desacuerdo») es una doble negación similar a I do not disagree («No estoy en desacuerdo»), aunque necesita poca o ninguna aclaración.
Este punto de vista no es aceptado universalmente en el inglés, ya que algunos autores y dialectos resistieron a la normalización y actualmente siguen considerando al segundo elemento negativo como intensificador de la negación. Históricamente, esa construcción sintáctica fue popularizada por Geoffrey Chaucer, quien difundió el usó el uso de la doble, triple y cuádruple negación en Los cuentos de Canterbury: el fraile ther nas no man no wher so vertuous (= there never was no man nowhere so virtuous, lit. *«nunca hubo en ninguna parte ningún hombre tan virtuoso»); sobre el caballero, he nevere yet no vileynye ne sayde / in all his lyf unto no maner wight (= he never yet no vileness didn't say / in all his life to no manner of man, lit. *«él nunca todavía ninguna vileza no dijo / en toda su vida a ninguna clase de hombre»). Actualmente este tipo de frases se consideran solecismos o manifestaciones del registro informal (coloquial); por ejemplo, ain't no en lugar de there is not no en el título de la canción de Christina Aguilera «Ain't no other man» (en el registro formal o culto se escribiría «There is no other man» o «There isn't any other man») o el sencillo de The Rolling Stones «I can't get no satisfaction» (lo correcto en inglés estándar es «I can't get any satisfaction» o «I can get no satisfaction»).
Hasta el siglo XVIII, las dobles negaciones era utilizadas para enfatizar la negación. Así, se ideó una nueva gramática por prescriptivistas que anhelaban un «nuevo y mejor inglés» (new, better English). Las dobles negaciones se siguen usando por angloparlantes con dialecto propio, como los habitantes de los Apalaches y los afroamericanos. Para ellos, la doble negación enfatiza lo negativo en lugar de anularlo. Los investigadores que han estudiado el inglés vernáculo africanoamericano (IVAA) remontan sus orígenes al inglés colonial. Esto demuestra que la doble negación estaba presente en la colonia y, por tanto, presumiblemente en todo el mundo angloparlante y era aceptable en ese momento. A principios del siglo XVIII se introdujo el antiguo silogismo lógico que interpretaba la doble negación como una anulación, igual que en matemáticas; con el tiempo, el uso de la doble negación se asoció con la gente ignorante e «ilógica».
En su Essay towards a practical English Grammar (1711), el gramático inglés James Greenwood manifestó: Two Negatives, or two Adverbs of Denying do in English affirm («Dos [elementos] negativos o dos adverbios de negación hacen una afirmación inglesa»). Lowth amplió la definición de Greenwood en su libro de gramática A short introduction to English grammar with critical notes (1762), al argumentar que, «en el inglés, dos [elementos] negativos se destruyen mutuamente o son equivalentes a un afirmativo» (two negatives in English destroy one another, or are equivalent to an affirmative). Los gramáticos asumieron que Lowth se inspiró la máxima escolástica duplex negatio affirmat y comenzaron a condenar la concordancia negativa, pues el latín carecía de ella. Sin embargo, los registros indican que la concordancia negativa ya había caído en desuso en el inglés estándar cuando se publicó la gramática de Lowth y no existe evidencia de que el abandono fue impulsado por el prescriptivismo, que estaba bien arraigado en ese momento.

### Lenguas eslavas, bálticas y urálicas
En las lenguas eslavas distintas del eslavo eclesiástico, las múltiples negaciones son formas gramaticalmente correctas de expresar la negación, mientras que una negación simple es frecuentemente incorrecta. En oraciones complejas, cada parte que podría ser negada gramaticalmente debe ser negativa. Por ejemplo, en serbocroata, Ni[t]ko nikad[a] nigde ništa nije uradio («Nadie nunca hizo nada en ninguna parte»; en el español se puede eliminar nunca) y Nisam tamo nikad išao/išla («Nunca no he ido allí» → «Nunca he estado allí»). En checo también es común usar tres o más negaciones: Nikdy jsem nikde nikoho neviděl («Nunca he visto a nadie en ninguna parte»). En ruso la doble negación es evidente con los pronombres indefinidos negativos (никто [nikto], «nadie»; ничто [nichto], «nada»): Никто этого не знает (Nikto etogo ne znayet, «Nadie lo sabe»), Я не видела ничего (Ya ne videla nichego, «No he visto nada»).
Una negación simple, pese a que es sintácticamente correcta, da lugar a un significado inusual o sin sentido. Por ejemplo, en polaco la expresión Widziałem nikogo (lit., «Vi a nadie») en lugar de Nikogo nie widziałem («No vi a nadie») podría significar en ese idioma «Vi un ejemplo de nadie» o «Vi al Sr. Nadie», obviamente sin traducción posible. Del mismo modo, decir en esloveno Ne poznam kogarkoli («No conozco a nadie») en lugar de Ne poznam nikogar («No conozco a ninguno») tiene por connotación «No solo conozco a nadie, conozco a alguien importante o especial».
Como en la mayoría de las lenguas satem sintéticas, la doble negación es obligatoria en letón y lituano. Asimismo, los verbos y pronombres indefinidos en un enunciado deben ser negados, por lo que se podría decir que en el letón las múltiples negaciones son obligatorias. Por ejemplo, «Nunca le he dejado nada a nadie» se traduciría como Nekad nevienam neko neesmu bijis parādā. La única alternativa sería usar una cláusula subordinada negativa y subjuntiva en la oración principal, que podría ser Nav bijis tā, ka es kādreiz būtu kādam bijis kaut ko parādā (lit., «No ha habido nunca una ocasión en la que yo habría debido nada a nadie»), donde los pronombres negativos (nekad, neviens, nekas) fueron reemplazados por pronombres indefinidos (kādreiz, kāds, kaut kas), parecido a lo que en inglés se hace con ever, any.
El uso de las dobles o múltiples negaciones en las lenguas urálicas depende de cada idioma. Por ejemplo, son requeridas en la gramática húngara mediante pronombres negativos: nincs semmi (palabras que separadas forman la estructura: «[no-existe] [nada-mío]» y se traducen en conjunto literalmente como «no tengo nada»). Los pronombres negativos se construyen mediante la adición de los prefijos se-, sem- y sen- a los pronombres interrogativos.
Algo parecido a la doble negación también ocurre en el finlandés, que utiliza el verbo auxiliar ei para expresar la negación; además, los pronombres negativos se construyen añadiendo los sufijos -an, -än, -kaan o -kään a los pronombres interrogativos: Kukaan ei soittanut minulle significa «Nadie me llamó». En esta construcción tanto pronombres interrogativos como sufijos nunca se usan solos y siempre están relacionados con ei. Este fenómeno es común en el finlandés, donde muchas palabras tienen formas alternativas que son requeridas en expresiones negativas; por ejemplo, edes y jopa («tanto»), como en jopa niin paljon («tanto así») y ei edes niin paljoa («ni siquiera tanto»).

### Griego y turco
Las dobles negaciones son gramaticalmente correctas en griego clásico, pero con algunas excepciones: un elemento negativo simple (οὐ, μή) que sigue a otro negativo (por ejemplo, οὐδείς, «nadie») resulta en una afirmación: Οὐδείς οὐκ ἔπασχε τι (Oudeís ouk épasche ti; «Nadie no estaba sufriendo» → «Todo mundo estaba sufriendo»). Mientras que un elemento negativo compuesto después de un negativo refuerza la negación: Μὴ θορυβήσῃ μηδείς (Mí thoryvísi mideís; «No permitan que nadie haga bullicio» → «No deje que ninguno de ellos haga bullicio»). Estas construcciones se aplicaban solo cuando las negaciones se refieren a la misma palabra o expresión; de lo contrario, los negativos funcionan independientemente unos de otros: Οὐ διὰ τὸ μὴ ἀκοντίζειν οὐκ ἔβαλον αὐτόν (Ou diá tó mí akontízein ouk évalon aftón) significa «No fue culpa de ellos que por no haberle lanzado [la jabalina] no le alcanzaron» y no hay que culparlos por no intentarlo.
En el griego moderno, la concordancia negativa es estándar: Κανείς δεν μίλησε (Kaneís den mílise; lit., «Nadie no habló») es mucho más común que Κανείς μίλησε (Kaneís mílise; «Nadie habló»). Una excepción es el pronombre ουδείς («nadie»), que no permite la negación del verbo que controla.
Las formas verbales negativas son necesarias en frases turcas con pronombres negativos o adverbios que dan un significado negativo a toda la frase. Por ejemplo, Hiçbir şeyim yok (lit. «No-alguna cosa-mía existe-no» → «No tengo nada»). Del mismo modo, Asla memnun değilim (lit. «Nunca satisfecho no-soy» → «Nunca estoy satisfecho»).

### Japonés

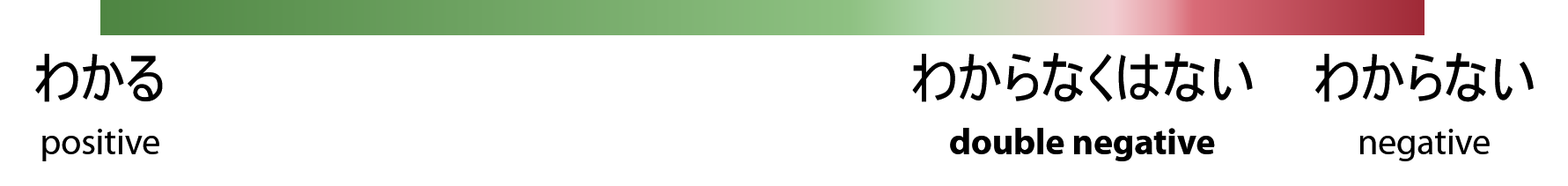
Esquema del sentido positivo y negativo en el verbo japonés «comprender, entender»: (1) わかる (wakaru, «comprender» [positivo]), (3) わからない (wakaranai, «no comprender» [negativo]), (2) わからなくはない (wakaranaku wa nai, lit. «no no comprender») [doble negativo] → «casi comprender»).

El tema de la existencia de la doble negación en el japonés no tiene un consenso claro. Muchos autores consideran que la doble negación o la concordancia negativa (refuerzo de una negación) no ocurre en el dialecto estándar (norma culta de Tokio) y que se aplica una regla similar al inglés, pero además mencionan las múltiples negaciones son posibles en algunos casos; sobre la negación, Dryer (2011) indica que debido a que «el japonés es un idioma que codifica la negación únicamente a través de la morfología del verbo y no a través de palabras negativas, [...] no emplea la doble negación». Otra de las razones por las que casi no se usa es porque hay pocos negativos independientes (ない, まい, etc.) y algunas palabras que trabajaban con la concordancia negativa como 全然 (romanización Hepburn modificada: zenzen) y 全く (mattaku) adquirieron significados positivos como cuantifadores, lo que hace que la concordancia negativa sea escasa. El uso popular de los dobles elementos negativos para enfatizar una afirmación se ha impuesto sobre la concordancia negativa: por ejemplo, すべての人が悲しんだ (Subete no hito ga kanashinda, «Todos se lamentaban») → それを悲しまないものはなかった (Sore o kanashimanai mono wa nakatta, «No hubo nada que no les causara lamento» [afirmación fuerte]); その歌は良かった (Sono uta wa yokatta, «Esa canción estaba buena») → その歌は良くないことはなかった (Sono uta wa yokunai koto wa nakatta, «Esa canción nunca estuvo mal» [afirmación moderada]) o 悪くはなかった (Waruku wa nakatta, «No estaba mal»).
Como se mencionó anteriormente, en el japonés cuando aparecen dos negaciones el resultado es una afirmación: ないはずわない (nai hazu wa nai, «no hay expectativa de que no exista») → あるはずだ (aru hazu da, «debe existir»); también las múltiples negaciones «se cancelan mutuamente» (Martin, 1975), pero una revisión en el corpus Kotonoha (elaborado por el gobierno japonés) revela que hay oraciones con dos elementos negadores en uso: por ejemplo, できないことはない (Dekinai koto wa nai, «No hay una cosa que no se pueda hacer» → «Puedo hacerlo», «Puedes hacerlo»...). La explicación a este fenómeno gramatical son los lítotes o, como ellos lo llaman, «negaciones parciales» (緩叙法 [kanji hou]). Normalmente, su función en el japonés es indicar una necesidad enfatizando que no hacer algo que no sería adecuado: しなければならない (shinakerebanaranai, «deber, tener que»; se traduce literalmente como «no hacer[lo] no sería correcto»), しなければいけません (shinakerebaikemasen, con el mismo significado del anterior, traducido literalmente «no hacer[lo] no permitirá seguir adelante»). La partícula は (wa) también sirve para expresar una negación parcial en algunos contextos, pero si se remplaza por も (mo) el significado es una negación total: 日本語は話せは｛しない / しません｝ (Nihongo wa hanase wa {shinai ~ shimasen}), que significa «En cuanto al [idioma] japonés, no puedo hablarlo[, pero puedo hacer otras cosas como escribirlo]», pasa a 日本語は話せも｛しない / しません｝ (Nihongo wa hanase mo {shinai ~ shimasen}) se traduce «En cuanto al [idioma] japonés, no puedo ni siquiera hablarlo»; no obstante, en otros casos sigue siendo una negación parcial: 日本は雪が降らなくは｛ない / ありません｝ (Nippon wa yuki ga furanaku wa {nai ~ arimasen}, «En Japón es inusual que caiga nieve», cercano a no nieva), バレーは人気じゃないことくは｛ない / ありません｝ (Bare-wa ninki janai koto wa {nai ~ arimasen}, «El voleibol es algo popular», cercano a no es popular), 手伝わないことくは｛ない / ありません｝よ (Tetsudawanai koto wa {nai ~ arimasen} yo, «Quizá te ayude», cercano a no te ayudaré); el sentido no cambiará si lo subrayado se cambia por も. La atenuación indirectamente puede revelar un poco la rudeza del hablante: 彼は日本語を勉強したから漢字で書けないわけがありません (Kare wa nihongo o benkyōshita kara kanji de kakenai wake ga arimasen; «Ha estudiado japonés, por lo que debería ser capaz de escribir los kanjis») tiene por connotación tosca «Como [él] ha estudiado japonés, el razonamiento de que no puede escribir los kanjis no existe».
El uso de los términos de polaridad negativa (TPN) en el japonés es un tema complejo, controvertido y con escaso consenso en la literatura especializada. Algunas palabras como 決して (kesshite, «nunca»), 何位も (nan i mo, «nada»), 誰も (dare mo, «nadie»), どこも (doko mo, «ningún lugar»), しか (shika, «únicamente») o ちっとも (chittomo, «de ningún modo, en absoluto») entran en la categoría de TPN. Generalmente aparecen en negaciones clausales, pero las construcciones PRON INF + も (誰も, どこも y ちっとも) pueden aparecer sin negación oracional: ううん。だれも。 (Ūn. Dare mo., «No. Nadie.»). Según Watanabe (2004) esto debe a que no eran TPN, sino de concordancia negativa; también explica que esas expresiones mantienen su polaridad negativa incluso cuando aparecen como respuestas elípticas, por lo que son inherentemente negativas. En una oración, los TPN deben coexistir con la negación oracional: 千尋は何も食べなかった (Chihiro wa nani mo tabenakatta, «Chihiro no comió nada»; donde se usa la construcción INFINITIVO + NEG + POSPOSICIÓN en 食べなかった) en lugar de *千尋は何も食べた (Chihiro wa nani mo tabeta, lit. «Chihiro comió nada»), ya que el japonés nunca permite la doble negación dentro de una cláusula simple.
En las oraciones interrogativas la ubicación de las partículas puede reforzar la intención comunicativa del hablante, porque trata de forzar al destinatario a dar una respuesta negativa. 見えなくない？ (Mie nakunai?, «¿No lo ves?»; = 見えると思いませんか？, Mieru to omoimasen ka?) no es una doble negación en japonés, pero al modificar la frase (見えない ＋ ない [= verbo auxiliar (interrogativo) para formar una pregunta] であり) se crea el equivalente a una doble negación enfática en español: 見えないでしょ？ (Mienai desho?, «No puedes verlo, ¿verdad?»). Otro caso: よくない？ (Yokunai?, «¿No está bueno?») recibe por respuesta よくなくない (Yoku nakunai, «No lo está»). Utilizando el primer ejemplo y añadiendo un objeto concreto (en este caso, 椅子 [isu], «silla»): あれって、椅子に見えなくない？ (Are tte, zō ni mie nakunai?) significa «Parece una silla, ¿verdad?» o «Me parece una silla. ¿No lo crees tú también?» (あれって、椅子に見えるよね？ y あれって、椅子に見えない？ pueden usarse como construcciones atenuadas alternativas, pero el nivel de afirmación en las tres es 見えるよね？ ＞ 見えない？ ＞ 見えなくない？).

### Coreano
Al igual que el japonés, la concordancia negativa del coreano es débil o la discusión del tema se ha centrado en el dialecto principal (es decir, el de Seúl, mientras se excluyen variantes regionales y de Corea del Norte). En recientes años, hay una tendencia en añadir el morfema negativo 안 (romanización revisada: an) en oraciones subordinadas, pero con la finalidad de reforzar el sentido positivo: 내가 샤워를 안 한지 꽤 오랜 토옜타 (Naega syaworeul an hanji kkwae oraen toyetta, que significa «Ha pasado mucho tiempo desde que tomé una ducha» en lugar de «No me he duchado desde hace mucho tiempo»). Posiblemente este cambio semántico fue consecuencia de la influencia extranjera en Corea del Sur.
Los términos de polaridad negativa también son objeto de controversia. Por ejemplo, la partícula 도 (-do) tiene un comportamiento ambiguo, ya que actúa en la polaridad negativa y la concordancia negativa. Cuando los predicados están en negativo, la partícula 도 desempeña su papel en concordancia con el marcador negativo del predicado: 승눈 언니도 오빠도 아무도 없다 (Seungnun eonnido oppado amudo eopda, «Seung no tiene hermana ni hermano»). Este tipo de construcciones se han extendido gracias a varias expresiones idiomáticas surcoreanas.

### Chino
El chino mandarín emplea lítotes en una manera similar al japonés. Una construcción común es 不得不 (romanización pinyin: bùdébù, lit. «no poder no»), que se utiliza para expresar (o fingir) una necesidad penosa y cortés que la expresada por 必须 (bìxū). En comparación con 我必须走 (wǒ bìxū zǒu, «Debo ir»), 我不得不走 (wǒ bùdébù zǒu) intenta hacer hincapié en que el hablante no tiene ninguna opción: «Por desgracia, tengo que ir». Del mismo modo, 没有人不知道 (Méiyǒu rén bù zhīdào, «No hay una persona que no sepa») es una forma más enfática de expresar «Todos saben».

## Ciclo de Jespersen

El ciclo de Jespersen aplicado al francés: evolución de la frase «no digo» desde el francés antiguo (1) al moderno estándar (2) o coloquial (3).

Muchas lenguas —como las germánicas actuales, el francés, el galés y algunos dialectos bereberes y árabes— han pasado por un proceso conocido como ciclo de Jespersen (en honor al lingüista danés Otto Jespersen, quien identificó ese cambio idiomático en 1917), donde una partícula negativa original es remplazada por otra, pero pasa por una etapa intermedia empleando ambas partículas:
1) La negación es expresada por un único elemento preverbal.
```
jeo  ne     dis (
francés antiguo
)

Yo
   NEG    
decir

‘No digo’
```

2) Tanto el elemento preverbal como el posverbal son obligatorios.
```
je   ne     dis    pas (francés moderno estándar, norma culta de París)

Yo
   NEG    
decir
  NEG
‘No digo’
```

3) El elemento preverbal original se vuelve opcional o desaparece por completo.
```
je   dis    pas (francés moderno coloquial)

Yo
   
decir
  NEG
‘No digo’
```

En muchos casos, el sentido original de la nueva partícula negativa no es negativo per se (así, en francés, pas significa «paso», pero originalmente era «ningún paso» = «ni un poco»), pero en las lenguas germánicas, como el inglés y el alemán, la etapa intermedia fue una doble negación, ya que los negativos actuales no y nicht, respectivamente en estas lenguas, originalmente significaban «nada»: por ejemplo  ic ne seah (= I didn't see; lit. en inglés antiguo: «No vi») → I ne saugh nawiht (= I didn't see nothing; lit. en inglés medio: «No vi nada») → I saw not (en inglés moderno temprano: «No vi»). El alemán y el neerlandés produjeron sus respectivas partículas negativas posverbales nicht y niet, luego de haber duplicado y eventualmente eliminado las partículas negativas preverbales originales ne y en [< ni en alto alemán antiguo].